# Catocala chiricahua
Catocala chiricahua là một loài bướm đêm trong họ Erebidae.